# Alessandro Varotari
Alessandro Varotari (Padua, 4 april 1588 – Venetië, 20 juli 1649), alsook bekend als il Padovanino, was een Italiaans kunstschilder uit de maniëristische Venetiaanse School en een vroege barokschilder. Hij is bekend als mentor van Pietro Liberi, Giulio Carpioni, en Bartolommeo Scaligero.
Zijn vader was de kunstschilder Dario Varotari de Oudere. Alessandro's zoon was in zijn vrije tijd kunstschilder: Dario Varotari de Jongere.
- Biblioteca Nacional de España: XX1697573
- Bibliothèque nationale de France: cb149398399 (data)
- Gemeinsame Normdatei: 119177579
- International Standard Name Identifier: 0000 0001 1776 7003
- KulturNav: 196b7d69-1934-467f-95ac-2f12c6ee9478
- Library of Congress Control Number: nr91028767
- Nationale Bibliotheek van Tsjechië: jo2015881178
- Nationale Bibliotheek van Israël: 987007446068605171
- Nederlandse Thesaurus van Auteursnamen: 305157132
- RKD-Nederlands Instituut voor Kunstgeschiedenis: 79479
- Système universitaire de documentation: 118730428
- Union List of Artist Names: 500025136
- Virtual International Authority File: 95836515
- WorldCat: E39PBJmP6wccwG6qJGjrXrPqQq